# ソーシャル・ネットワーキング・サービスの一覧
この一覧は未完成です。加筆、訂正して下さる協力者を求めています。
ソーシャル・ネットワーキング・サービスの一覧（ソーシャル・ネットワーキング・サービスのいちらん）は、ソーシャル・ネットワーキング・サービス（SNS）の一覧である。

## 運用中
| サービス名                    | 概要 | 登録方法・条件                   |
| ----------------------------- | --- | -------------------------------- |
| 8tracks                       | 音楽特化型でユーザーがミックスしたプレイリストをジャンルから探せる。 |                                  |
| bandcamp                      | 音楽特化型でアップロードしたMP3の曲を有料ダウンロードしてもらえる機能がある。 |                                  |
| BeReal                        | フランス発祥の写真共有SNS。ランダムに決められた時間から2分以内に共有すると、翌日のBeRealの時間まで任意の時刻で追加で共有することができる。VOODOOにより買収された。 |                                  |
| Bluesky                       | Twitter（現在のX）から分社、その後完全にTwitter社から独立した分散型SNS。 |                                  |
| Cyworld                       | 韓国最大のSNS。韓国では実名登録制となっている。日本やアメリカでもサービスを開始したが日本でのサービスは終了した。韓国の人口の3人に1人は利用している。 |                                  |
| DAM★とも                      | 通信カラオケ・DAMの利用者向けSNS。2008年12月サービス開始。 | 無条件                           |
| diaspora*                     | 「ポッド」と呼ばれるサーバーを自由に建てることができ、またそれらのサーバーで通信を行うことで成り立つ分散型SNS。 | 各ポッドによる                   |
| draugiem.lv                   | ドラウギエムと読む。2004年にサービスを開始したラトビアのSNS。 | オープン                         |
| YouTube                       | 2005年にサービス開始。Googleが運営。 | 無条件                           |
| Facebook                      | 当初は学生向けのSNSで大学間をつなげていたが、現在は一般に公開されている。 | 13歳以上                         |
| Flickr                        | 写真特化型。 | オープン                         |
| GANREF                        | ImpressJapanのデジタルカメラマガジンが主催。一般的な写真共有サービスと違い、公開できる数が獲得したポイントで決まるシステム。機材のレビュー等もあり、本誌からも情報が上げられている。参加者には、プロの写真家、本誌スタッフが含まれる。 | 無条件                           |
| Gettr                         | 2021年にサービス開始。 |                                  |
| GNU social                    | OstatusというプロトコルによってMastodonなど他のサーバーと相互運用が可能なSNS。自由に新たなサーバーを建てることができる。 | 各サーバーによる                 |
| GREE                          | 2004年2月よりサービス開始。 | 無条件                           |
| hi5                           | サンフランシスコ発祥のSNS。タイ王国において利用者が多い。 |                                  |
| Instagram                     | 2010年10月6日にサービス開始。メタ・プラットフォームズが提供。 |                                  |
| Kaixin 001                    | 中国の北京開心信息技術有限公司が運営するSNS。 | オープン                         |
| Lang-8                        | 言語学習者向けの相互添削型SNS。 | 無条件                           |
| Last.fm                       | 音楽中心。 | Open                             |
| LINE                          | 2011年6月23日にサービス開始。韓国NHN株式会社（現：ネイバー株式会社）傘下の日本法人NHN Japan株式会社（現：LINE株式会社）が開発。インスタントメッセンジャーではあるが、SNSとしての側面を持つ。 | 無条件                           |
| LinkedIn                      | ビジネス用のSNS。履歴書代わりに使われることが多い。 |                                  |
| Lounge Lounge                 | ドールに特化した画像投稿SNS。サービス休止中。 | 無条件                           |
| Mastodon                      | サーバーを自由に建てることができ、それらを通信プロトコルActivityPubで繋ぐことで成り立っている連合型SNS。日本国外・国内にインスタンスがある。 | 各インスタンスによる             |
| MeWe                          | 2012年サービス開始。 |                                  |
| midomi                        | 音楽関係に特化したSNS。曲の一部を歌うことで探している曲を検索できるのが特徴。 | 無条件                           |
| Misskey                       | オープンソースのSNSで、レイアウトを自由に組めるなど多機能。また、自由にサーバーを建てることもでき、ActivityPubによる通信も可能。 | 登録 招待                        |
| mixi                          | 当初は招待状が必要であると共に18歳未満は参加不可だったが、2008年12月10日から緩和され、自由登録制、さらに15歳から17歳も利用可能となった（友人までの日記公開、検索機能やコミュニティ参加できないなど利用制限あり）。携帯電話のメールアドレスがないと登録ができない、海外の携帯では登録できない、また古いドメインの携帯メールアドレスでは登録できないなどの不満を訴える人も少なくない。 | 招待・登録 15歳以上              |
| mobion                        | GNTが運営するSNS。飲食店を中心としたリアル店舗との提携が特徴。 | 無条件                           |
| mog                           | Last.fmに似ており、自分の聴いている曲を公開したりすることができる。 |                                  |
| MySpace                       | 2000年代後半に一時代を築いたが、Facebookに人気を奪われ衰退した。 | 14歳以上                         |
| Ning                          | 自分で手軽にSNSを構築できるサービス。オープンソーシャルの一画を担う。 | 13歳以上 オープン 承認 招待      |
| Odnoklassniki                 | 「アドナクラースニキ」（同級生たち）はロシア最大のSNSといわれている。 | オープン                         |
| OkCupid                       | | 18歳以上                         |
| Parler                        | 2018年8月にサービス開始。 |                                  |
| Pinterest                     | 画像共有SNS。アメリカのPinterest, Inc.が提供。2010年3月にサービス開始。 |                                  |
| pixiv                         | イラストの公開や、その評価をし合うSNS。 | 無条件                           |
| Pleroma                       | サーバーを自由に建てることができる連合型のSNS。Mastodonなど他のSNSとも相互的な通信ができる。Raspberry Piによる運用が可能なほど軽量。 | 各サーバーによる                 |
| PostPrime                     | 個人投資家が多くあつまるSNS。 |                                  |
| Qiita                         | ソフトウェア開発者が多く集まる。 |                                  |
| Quora                         | Q&AからのSNS。2021年に実名主義をやめた。 |                                  |
| Renren                        | 中国（香港とマカオを含む）今は千橡互動グループが運営する主に学生向けのSNS。 | オープン                         |
| Skype                         | 2003年8月29日にサービス開始。ルクセンブルクのスカイプ・テクノロジーズ社が開設。現在はマイクロソフトが提供。 |                                  |
| Snapchat                      | アメリカのSnap Inc.が提供。2011年9月にサービス開始。 |                                  |
| SoundCloud                    | 音楽特化型で自分の曲や制作した曲を公開しサイト上で訪れた人に聞かせることができる。 |                                  |
| STAR BEACH                    | 有限会社アストロワークスが運営。2019年9月 - 。同名の「STAR-BEACH」とは別サービス。 | 無条件                           |
| Steam                         | アメリカ・ワシントン州のValve Corporationが運営。 |                                  |
| Telegram                      | ドイツ・ベルリンのTelegram Messenger LLPが開発。2013年8月にサービス開始。 |                                  |
| Threads                       | メタ・プラットフォームズが提供。リアルタイムでの会話や共有を目的としたプラットフォームとして開発され、同社が運営するInstagramに付随するサービスとなっている。2023年7月6日にリリースされた。 |                                  |
| TikTok                        | 2016年9月にサービス開始。中国のByteDanceが開発運営。 |                                  |
| Truth Social                  | 2022年にサービス開始。 |                                  |
| X                             | 2006年7月にサービス開始。現在はアメリカのX社が運営。2023年7月24日にTwitterからXへ名称変更した。 |                                  |
| Uncoon                        | 2011年2月よりサービス開始。メールアドレス不要の自由登録制SNS。ミニブログサービス。関連する発言がツリー形式で表示される。サービス停止中。 | 無条件                           |
| VZnet                         | ドイツ、オーストリア、東欧などのドイツ語圏。ホルツブリンク出版グループの子会社が運営、ミクシィとも提携。 |                                  |
| テンセントQQ（QQ空間） WeChat | テンセントQQ、およびWeChatはテンセントが運営する中国（香港とマカオを含む）最大のSNS。KDDIがau向けのアクセスソフトを提供。海外の華人も多く利用している。 | オープン                         |
| Weibo（新浪微博）             | 中国の新浪公司が提供。2009年8月14日にサービス開始。 |                                  |
| WhatsApp                      | アメリカのWhatsApp（WhatsApp Inc）が提供。2009年5月4日にサービス開始。 |                                  |
| Yay!                          | 株式会社ナナメウエが運営する匿名型コミュニティーSNS。 | 無条件                           |
| YouTube                       | 2005年12月15日に正式にサービス開始。動画配信サービスであるが、自分で動画を投稿したり、動画への評価やコメントが可能である。 |                                  |
| ZeroMe                        | ZeroNet内に存在するSNS。ZeroNetの特性上、検閲が難しいため中国の利用者が多い。 | 無条件                           |
| zigsow                        | zigsowと書いて「じぐそー」と読む。モノを愛してやまない人たちがこだわりのもちものについて語り合う「モノが主役」のコミュニティ。ユーザー同士での物々交換や売買も可能。 | 無条件                           |
| 異業種ネット                  | 中小企業経営者限定のSNS。2002年サービス開始。 | 提携雑誌の取材を受けた経営者のみ |
| うたスキ                      | 通信カラオケ・JOYSOUNDの利用者向けSNS。2006年10月サービス開始。 | 無条件                           |
| お茶っ人                      | 京都山城地域に特化した地域SNS。宇治市が運営する。 | 招待                             |
| オリラン                      | ランキングで意見交換するSNS。オリコンとは無関係。 | 無条件                           |
| カカオトーク                  | 韓国のカカオが開発、提供。2010年3月18日にサービス開始。韓国では「国民的SNS」とも言われている。 |                                  |
| コトノハ                      | 様々なコト（キーワード）に○×で答えていくソーシャル。ダミーのメールアドレスでもアカウントが取得可能で、複数のアカウントを使用したなりすましや荒らしなどの迷惑行為が発生していることが問題視されている。 | 無条件                           |
| コミュチカ                    | 株式会社フューチャーリンクネットワークが運営する日本全国をカバーした地域情報サイト「まいぷれ」内のコミュニティ機能としてスタートしたが、2020年5月末をもってまいぷれ内でのサービスを終了し、同機能は同じくフューチャーリンクネットワークが運営するコミュチカに引き継がれた。 | 無条件                           |
| ジュエル・コミュ              | ジュエリーやアクセサリー専門。ジュエリー好きが集まるオープンSNS。無料。 | 登録 招待                        |
| 趣味人倶楽部                  | 読みは「しゅみーとくらぶ」。中高年向けのSNS。株式会社ディー・エヌ・エーが2007年12月12日に開設。 | 無条件                           |
| 日刊わしら                    | 広島県の話題に特化したSNS。広島県が運営する。全国初の県営SNS。広島県民の地元愛を深め、県民以外に広島の魅力を伝えることが目的。広島県在住でなくても登録できる。2017年10月24日オープン。 | 無条件                           |
| ネコジルシ                    | ネコに特化したコミュニティSNSサイト。猫好きの交流を促進することを目的としている。 | 無条件                           |
| フォト蔵                      | 写真・動画共有。登録した画像等をブログに貼り付けることも可能。 |                                  |
| フコンタクテ                  | 略語：ВК（ヴェーカー）、VK（ヴィーケイ）。ロシアで2番目に大きなSNSで、ウクライナ、ベラルーシなどでも盛んに使われている。 | オープン                         |
| みんカラ                      | 自動車情報に特化したSNS。Carviewが運営。 | 無条件                           |
| みんなの株式                  | 株のSNS。 | 無条件                           |
| モバゲータウン                | 元々はゲーム配信を主とした会員制サイトだったが、SNS機能にも力を入れ始めている。モバゲーに名称変更。 | 無条件                           |
| つながらないSNS ilka          | l人とつながるのではなく、自分の心との出会いを目指した匿名SNS。 | 無条件                           |
| HONNE                         | 本音知り合いに身バレしたくない、人のための完全匿名SNS | 無条件                           |
| GRAVITY                       | 匿名だから本音で話せる、みんなにやさしい匿名SNS | 無条件                           |

## 終了
| サービス名                       | 概要 | 登録方法・条件                                          |
| -------------------------------- | --- | ------------------------------------------------------- |
| Amebaグルっぽ                    | サイバーエージェントが提供するアメーバブログ内で2009年4月より開設されていたコミュニティ機能。 2019年3月27日に終了。 | 無条件                                                  |
| ally                             | サイバーエージェントの連結子会社であるシーエー・モバイルが運営する実名制の位置情報ソーシャルネットワーキングサービス。2013年2月28日サービス終了。 | 無条件                                                  |
| Bebo                             | 2005年1月にMichael and Xochi Birch夫妻によって開設。サービス休止。 |                                                         |
| BELUGA                           | チャットを開設して運営できるSNS。Facebookに買収された結果、MessengerとしてFacebookへ統合され、2011年11月11日サービス終了。 | 無条件                                                  |
| Cafesta                          | チャットページでは常時多くの人と交流が出来た。佐世保小6女児同級生殺害事件の舞台となったことで話題となった。2009年5月31日サービス終了。 | 無条件                                                  |
| circle player                    | 個人が立ち上げるコミュニティがメインのSNS。goo掲示板、ミツカン、タカラトミー、日経BPなど大手企業が導入していた。年齢層は高め。2012年10月23日サービス終了。 | 無条件                                                  |
| creative people                  | ソフトバンククリエイティブが運営する写真共有サービス。デジタルフォト誌との連携。サービス終了。 |                                                         |
| Croudia                          | 372文字までささやくことのできる国産SNS。ささやきタイマーで予め設定した時間が経つと、ささやきを自動削除できた。2012年にサービス開始。2017年にサービス終了。 | 無条件                                                  |
| コスプレCure                     | 世界最大枚数のコスプレ画像が見られるコスプレコミュニティサイト。2016年3月末終了。 | 無条件                                                  |
| CURURU                           | 学校やバイト先などで過去の知人を探すことができた。2010年3月31日サービス終了。 | 無条件                                                  |
| e*meters                         | 自転車乗りのためのSNS。主催はブリヂストンサイクル。参加するためにはブリヂストンサイクルが販売するサイクルコンピュータであるe*metersを購入する必要がある。2021年3月31日にサービス終了。 | e*metersを購入                                          |
| Filn                             | アキバ系SNS。アニメ、ゲーム、コミックなど、オタク系の話題を扱う。グラフィックソフトの公式コミュニティなども含まれる。2010年11月6日サービス終了。 | 無条件                                                  |
| Friendster                       | 2004年4月にMySpaceに抜かれるまではアメリカ最大のSNSだった。現在はSNSでなく、ソーシャルゲームサイトである。 |                                                         |
| Google+                          | Google社が2011年6月28日にサービス開始。同年12月8日にAKB48グループがGoogle Japanとのパートナーシップを表明及び加入。それを機に日本国内の利用者数が増加した。2019年4月2日にサービス終了。 | 13歳以上                                                |
| gooホーム                        | gooの運営するSNS。gooIDの取得で利用可能だった。2012年1月31日サービス終了。 | 無条件                                                  |
| gumi                             | エンターテインメントコンテンツでのつながりを中心にしたSNS。2008年8月、初めてOpenSocialをモバイル向けに対応。gumiアプリケーションプラットフォームとしてサードパーティーに開放していた。サービス終了。                                                                                          | 無条件                                                  |
| Hiveway                          | 民主的な運営を目指しているSNS。2018年終了。 | 無条件                                                  |
| i-revo                           | コナミとIIJの合弁によるブログ機能やメール機能、ポータルサイト機能などと融合したSNS。2017年3月31日サービスが終了。 |                                                         |
| Ping                             | Appleが2010年に開始。iTunesと連動していた。2012年9月30日サービス終了。 |                                                         |
| Joga                             | サッカーに関するSNS。サービス終了。 |                                                         |
| livedoor フレパ                  | サービス終了ライブドア運営のSNS。 | 無条件                                                  |
| Lobi                             | カヤックが運営するスマートフォン向けゲームを中心としたゲームに特化したSNS。2022年7月終了。 | 無条件                                                  |
| Lococom                          | 地域コミュニティサイト。SNS機能の他に、全国の様々な口コミがある。株式会社ネクストが運営。サービス終了。 |                                                         |
| Miiverse                         | 任天堂が運営するニンテンドー3DS、Wii Uユーザーを対象としたSNS。登録には取得に対象のゲーム機が必要なニンテンドーネットワークIDが必要で、ゲーム機からの利用を基本としているが、アカウントがあればパソコン、モバイルからの利用も可能。2017年11月8日サービス終了。                                |                                                         |
| Multiply                         | アメリカの友人、家族のネットワークのSNS。2006年6月に日本語版をリリースした。サービス終了。 |                                                         |
| My Opera                         | WebブラウザベンダーのOpera Softwareが運営するSNS。無料でブログやオンラインアルバム&ストレージ、掲示板、Webメール等が提供され、twitterやFacebook と連携もできる。2014年3月サービス終了。 |                                                         |
| NazoLab                          | TeXを用いた数式表示を可能とした科学系SNS。ナレッジコミュニティとしての側面もあるのが特徴。サービス終了。 | 無条件                                                  |
| Net City                         | 2006年11月よりサービス開始。サービス終了。 | 無条件                                                  |
| Netlog                           | 2003年7月よりサービス開始。twooへ統合。サービス終了。 | 無条件                                                  |
| Noritel                          | アバターチャットシステムが特徴である。サービス終了。noripo避難所へ移行後、noripo避難所がサービス継続中。noripoplusへも移行し、サービス継続中。 | 無条件                                                  |
| OCN Cafe                         | OCNが主催するSNS。2012年2月29日サービス終了。 | 無条件                                                  |
| OCNフォトフレンド                | OCNが運営する写真共有サービス。サービス終了。 | 無条件                                                  |
| orkut                            | Google が運営するSNS。ブラジル人の利用が多い。2014年9月30日サービス終了。 | 18歳以上                                                |
| Path                             | 2010年にローンチ。サンフランシスコに本社がある、クローズドSNS。少人数だけで近況をシェアすることが目的のサービス。2018年11月15日サービス終了。 |                                                         |
| pick                             | ネイバージャパンが運営する写真共有サービス。2015年8月31日サービス終了。 | 無条件                                                  |
| Playlog                          | レーベルゲートが運営。自分がパソコンで再生した音楽の履歴をアップロードする等の特徴がある。サービス終了。 | 無条件                                                  |
| Pop-Company                      | 雇用関係が終了した定年退職後の利用者などを対象とした交流の場。現在はSNSでない。 |                                                         |
| QuonNet                          | 早稲田総研インターナショナルが提供している学び系ソーシャル・ネットワーキング・サービス。早稲田大学の社会貢献活動の一翼を担うが、早大とは無関係に利用可能。サービス終了。 | 早大とは無関係に登録可 Yahoo!のアカウントでもログイン可 |
| R2リンク                         | 日本で唯一の流通小売業界向けのSNS。参加者の業態や業種が幅広い点が特色。2017年1月31日をもってサービス終了。 | 無条件                                                  |
| recommuni                        | 音楽関係に特化したSNS。2004年10月からスタート。2009年10月20日に名称を「OTOTOY」（オトトイ）に改名し音楽配信に移行。 | 無条件                                                  |
| SCHOOL OF LOCK! UNIVERSITY       | エフエム東京によるラジオ番組と連動するSNS。2007年サービス終了。 |                                                         |
| Serend                           | テレビ、スポーツ、ITなどカテゴリ別にリアルタイムコミュニケーションを行うためのミニブログ。2011年9月20日サービス終了。 | 無条件                                                  |
| Sketch                           | 写真共有SNS。毎月賞品がもらえるフォトコンテストを開催。サービス終了。 |                                                         |
| So-net Photo                     | ソネットエンタテインメントが運営する写真共有サービス。ブログへの貼り付けやブログパーツの作成、So-net blogとの連携など。2010年5月10日サービス終了。 |                                                         |
| Sports@nifty SNS                 | スポーツ専用SNS。アスリートのオフィシャルサイトと連動した公認コミュニティを多数開設している。サービス終了。 | 無条件                                                  |
| TmBox                            | 自作音楽を共有できるTwitter連携サービス。2017年6月アップロード機能停止。2017年8月サービス終了。後継サービスとして「MQube」（2017年6月1日正式オープン）を推奨するも2020年5月より閲覧不可能状態になっている。                                                                                   |                                                         |
| tribe.net                        | サービス終了。 |                                                         |
| Wallop                           | サービス終了。 |                                                         |
| We Are Hunted                    | 音楽特化型でトップチャートの曲から自分の志向に合った音楽を検索できる。サービス終了。 |                                                         |
| Worldia                          | 無料音声通話Skype（スカイプ）機能付き国際SNS。英語版と日本語版あり。170ヶ国以上のユーザが参加。サービス終了。 | 無条件                                                  |
| Xacariva                         | 「日本初の“夜遊び系”アバターSNS」がキャッチコピー。キャバクラやホストクラブをイメージした仮想空間でチャットを行なえることが特徴。2010年12月28日サービス終了。 | 登録 招待                                               |
| XuQa.com                         | トルコのSNS。サービス終了。 |                                                         |
| Yahoo! 360°                      | アメリカYahoo!が運営するSNS。誰でも登録する事ができた。2009年7月13日サービス終了。 | 18歳以上                                                |
| Yahoo! Days                      | Yahooが運営するSNS。当初は招待制であったが、プレミアム会員への解放など段階的に登録制へ移行し、Yahoo IDを取得すれば誰でも参加可能となった。2011年10月3日サービス終了。 | 無条件                                                  |
| オビラジR                        | TBSテレビによるテレビ番組と連動する女性限定のSNS。人数限定。サービス終了。 |                                                         |
| こえ部                           | サイバーエージェントが運営していた音声専門のコミュニティサイト。2016年9月30日サービス終了。 | 無条件                                                  |
| 前略プロフィール                 | 2004年4月に開設。2016年9月30日にサービス終了。 | 無条件                                                  |
| 大集合NEO                        | ユーザー同士でアバターの売買が出来る無料会員制サイト。サービス終了。 | 無条件                                                  |
| ドコモコミュニティ               | NTTドコモが運営する携帯電話中心のSNS。2012年12月10日サービス終了。 | 無条件                                                  |
| 豊川地域ポータルサイト みてみン! | 愛知県豊川市のポータル情報と連動したSNSサイト。サービス終了。 |                                                         |
| ハロモニ@SNS王国                 | テレビ東京によるテレビ番組と連動するSNS。招待制度。サービス終了。 |                                                         |
| ひま部                           | 株式会社ナナメウエが運営する学生限定のソーシャル・ネットワーキング・サービス。学生限定のサービスでは最大規模。学生以外のユーザーは使用禁止されているが自己申告制の為未成年者の犯罪被害が懸念されていた。2019年5月から学生証などの証明書類を撮影する年齢認証を導入。2019年12月末サービス終了。 | ひま部アカウント                                        |
| フミコミュ!                      | 旧表記：ふみコミュ!。2000年開設。2003年12月に法人化。株式会社ふみコミュニケーションズが2010年代後半まで運営していたが閉鎖。 | メールアドレスの登録                                    |
| マチマチ                         | ご近所さんと近所の情報を交換することができるSNS。2022年5月サービス終了。 | 無条件                                                  |
| ママ&シェア                      | ママ限定。サービス終了。 |                                                         |
| みなくるホーム                   | みなくるとして、ビック東海が運営していたコミュニティサイト。話題を限定しないみなくるホームから始まり、ブログや動画投稿サイトなど、扱う内容を広げていたが、2013年8月30日サービス終了。 | 無条件                                                  |
| みんながつくる街                 | NTT番号情報が運営するiタウンページや地図連動型のSNS。2010年3月31日サービス終了。 | 無条件                                                  |
| 楽天リンクス                     | 楽天運営。ブログ機能やフォト機能などと連動。ブログ開設後に登録。サービス終了。 |                                                         |